# スーパーミミズ
『スーパーミミズ』（英: Superworm）は、2021年に制作されたイギリスの短編アニメーション映画。2012年にジュリア・ドナルドソンによって書かれ、アクセル・シェフラーによって描かれた同名の絵本『Superworm』を原作とする。
監督はジャック・ハマンとサラ・スクリムジャー。マジック・ライト・ピクチャーズ制作。

## あらすじ
スーパーミミズは、スーパー長くて、スーパー強い。また非常に力持ちである。そしてその体を活かして仲間の虫たちを助けたり楽しませたりすることが大好きである。危機が迫った際にはいつでもみんなのことを救い、いつもみんなのことを守る。そのためみんなから頼りにされており、みんなにとってはヒーロー的存在である。投げ縄の形に変形し車にひかれそうになっていた赤ちゃんヒキガエルを救ったり、退屈そうにしているミツバチを見つけた際には縄跳びの縄となりミツバチたちのことを楽しませたりもした。しかし忙しくなったことにより親友のチョウとはやや疎遠になる。
魔法使いのトカゲはスーパーミミズのウワサを聞きつけると、自らの手下であるカラスを送り込みスーパーミミズを誘拐して捕まえる。スーパーミミズは逃げ出そうと思っても魔法によりトカゲのもとから逃げられない。そしてスーパーミミズにトンネルを掘ってもらい、土に埋められた宝物を探させる。しかしスーパーミミズは2つのボタン、半分のコルク、トフィー、プラスチック製のフォークしか見つけられなかった。魔法使いのトカゲはもし宝を見つけられなかったらカラスのエサにするとスーパーミミズのことを脅す。
スーパーミミズの様子を目撃した親友のチョウは、ミツバチ、カエル、カタツムリなどの虫たちと、力を合わせて「スーパーミミズ救出作戦」を決行する。魔法使いのトカゲが眠っている間に魔法使いのトカゲの隠れ家へと忍び込み、ハチミツのついた葉っぱで攻撃し、クモの巣で魔法使いのトカゲを縛り、ゴミ捨て場の中へ落とす。
魔法使いのトカゲの呪文から解放されたスーパーミミズは、親友のチョウへあまり感謝をできていなかったことに気がつく。スーパーミミズはチョウに近づき、仲直りをする。仲直りをした2人はお祝いのムードに包まれる。

## 登場キャラクター
(この節の出典)
- ナレーター (narrator)
  - オリヴィア・コールマン (原語版)、永木貴依子[10] (日本語版)
- スーパーミミズ (Superworm)
  - マット・スミス (原語版)、山本高広 (日本語版)
  - スーパー長くて、スーパー強いミミズ[4]。
- チョウ / イモムシ (Butterfly)
  - パトリシア・アリソン（英語版） (原語版)、國立幸 (日本語版)
  - スーパーミミズの親友[1]。お互いが小さいころからの仲良しで、元々はイモムシであった[1][3]。
- 魔法使いのトカゲ (Wizard Lizard)
  - コブナ・ホールドブルック・スミス（英語版） (原語版)、横堀悦夫 (日本語版)
  - 悪い魔法使い[1]。地下の宝を手に入れるためスーパーミミズを利用しようとした[1]。
- カラス (Crow)
  - ロブ・ブライドン (原語版)、広瀬彰勇 (日本語版)
  - トカゲの子分[1]。
- ヒキガエルの父 (Papa Toad)
  - ポール・ソーンリー（英語版） (原語版)、楠見尚己 (日本語版)
- ヒキガエルの母 (Mama Toad)
  - カリアド・ロイド（英語版） (原語版)、葛原詩織 (日本語版)
- ヒキガエルの子ども (Baby Toad)
  - フェリックス・タンドン (原語版)、松田利冴 (日本語版)
- 甲虫 (Beetle)
  - ポール・ソーンリー（英語版） (原語版、Papa Beetle)
  - カリアド・ロイド（英語版） (原語版、Mama Beetle)
  - サマラ・スタリヤ (原語版、Skipping Beetle)
  - 松岡美里 (日本語版、青い甲虫)
  - 根津大輔 (日本語版、紫の甲虫)
- クモ (Spider)
  - リジー・ウォーターワース・サント (原語版)、河実里夏 (日本語版)
- アリ (Ant)
  - 村井雄治 (日本語版)
- クワガタ (Stag Beetle)
  - 山下タイキ (日本語版)

## 放送
イギリスにおいてはBBC Oneで2021年12月25日に初放送が行われた。日本においてはNHK Eテレで2023年3月11日に初放送が行われた。

## 受賞・評価
2022年の第17回札幌国際短編映画祭において「最優秀チルドレンショート賞」を受賞した。
デイリー・テレグラフのヘレン・ブラウンはこの短編アニメーションに肯定的な評価を与えた。